# Gabber (subcultuur)

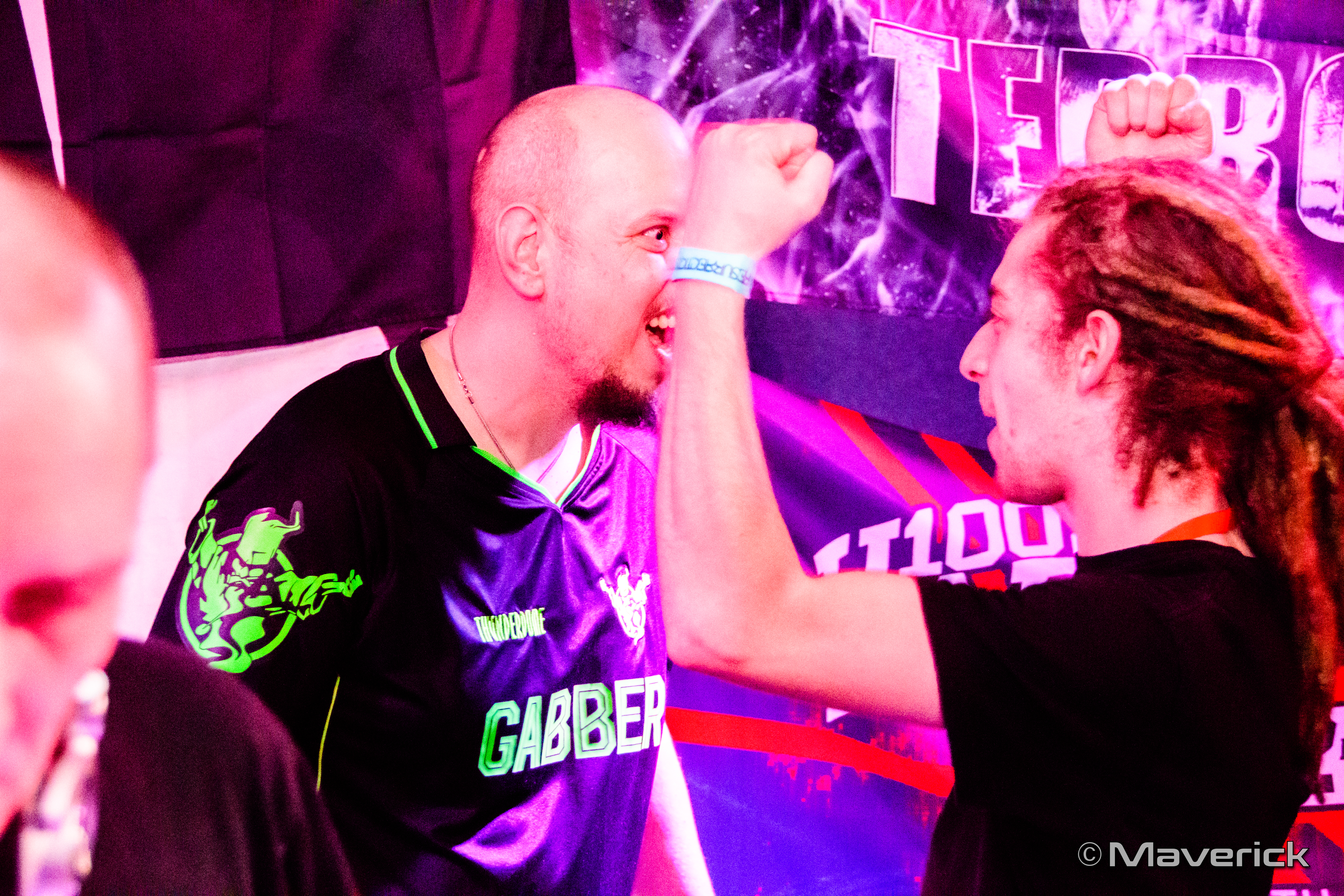
Gabber in 2017

Gabber is een subcultuur  van feesten waar gabberhouse gedraaid wordt, een muziekstijl gekenmerkt door een snel ritme. De subcultuur ontstond in de jaren negentig van de 20e eeuw in Rotterdam. Het genre kreeg in 1991 zijn naam door de Nederlandse houseproducent D-Shake, die in een VPRO-muziekprogramma een vroege gabberplaat liet horen en zei "Dat is gabberhouse". Bekende gabberfeesten zijn Thunderdome en Masters of Hardcore.
Gabberen, de manier van dansen op gabbermuziek, wordt ook wel hakken genoemd. 

## Kenmerken

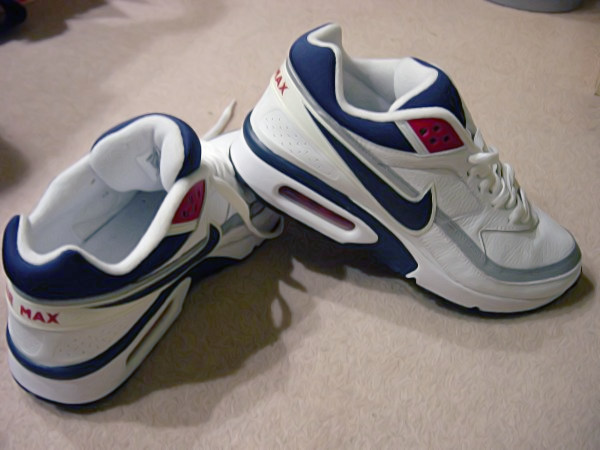
Nike Air Max-schoenen

De gabber – zoals die in de begintijd van de gabberhype en jeugdcultuur terugkomt – is als volgt te herkennen:
- Kleding: trainingspak van Australian of Cavello, een bomberjack en Nike Airmax schoenen.[3]
- Haardracht: voor de mannen kaal, voor de vrouwen strak naar achteren in een staart en eventueel aan de onderkant opgeschoren (dit geldt ook voor sommige mannen).

## Toen en nu
Omdat gabberhouse in de hoogtijdagen een belangrijk onderdeel was van de jeugdcultuur, deden velen eraan mee. Wanneer je als gabber wilde aangeven dat iemand niet binnen dit wereldje paste, dan kon je diegene een zwabber noemen. Door de buitenwereld werden gabbers in die tijd in Nederland vaak gekscherend Sjonnies en Anita's genoemd, maar daarvan is tegenwoordig geen sprake meer.
Ondanks hun herkenbare kledingstijl en haardracht vinden veel gabbers dat het gabber zijn van binnen zit en niet aan de buitenkant. Een gabber is iemand die van de harde housestijlen houdt en die feesten een zeer belangrijk element van het leven vindt. De gabbercultuur is over het algemeen minder politiek betrokken dan de teknoscene.

## Parodieën
Met name zanger Bob Fosko legde zich in de jaren negentig toe op het parodiëren van gabbers en gabbermuziek. Hij maakte onder meer het lied Gabbertje, op de wijs van Daar komt Swiebertje en op versneld ritme. Ook werkte hij mee aan het kinderprogramma Erwassus van de omroep VPRO, waarvoor hij de aflevering "De Nieuwe aussie van de Gabber" maakte, samen met cabaretier Ruben van der Meer. Ook maakte Erwassus een aflevering "De gabbervanger van Mokum", die gebaseerd is op het sprookje De rattenvanger van Hamelen. Behalve parodieën werden in de hoogtijdagen van de gabbercultuur met een knipoog ook andere parodiërende nummers op plaat uitgebracht, zoals een gabberversie van Hepie en Hepies smartlap Ik lig op m'n kussen stil te dromen en gabberversies van sinterklaasliedjes.

## Etymologie
Het Bargoense woord gabber (ook wel 'gab' of 'gappie') komt oorspronkelijk uit het Jiddisch ('chawwer'), wat op zijn beurt weer van het Hebreeuwse (חבר / 'chaveer') komt, en betekent maat, maatje, vriend of makker.